# 卡瓦尼亚斯德埃佩斯
卡瓦尼亚斯德埃佩斯，是西班牙卡斯蒂利亚-拉曼恰托莱多省的一个市镇。总面积18平方公里，总人口253人（2001年），人口密度14人/平方公里。